# Джайя Индраварман IV
Джайя Индраварман IV (или VIII; убит в 1192 или 1193) — тямский полководец, захватившей царский престол Тямпы (Чампы) между 1163 и 1166 годами. Вёл длительную войну с Кхмерской империей, в 1177 году захватил и разграбил кхмерскую столицу Яшодхарапуру, в 1190 году был побеждён и пленён кхмерским чакравартином Джайаварманом VII.

## Происхождение и приход к власти
Джайя Индраварман он Ватув из Грамапуры был тямским военачальником, о происхождении которого ничего не известно (сам о себе он говорил, что происходит из знаменитого места «Грамапуравиджайя»). Свергнув царя Тямпы Джайя Харивармана II и узурпировав его трон между 1163 и 1167 годами (Ж. Масперо датировал приход к власти Джайя Индравармана концом 1166 — началом 1167 годов), Джайя Индраварман IV не оставил в своих надписях никаких указаний на свою генеалогию, что позволило советскому историку-ориенталисту Э. О. Берзину назвать его «безродным авантюристом». Вероятно, Джайя Индраварман из Грамапуры воспользовался возросшей угрозой со стороны Кхмерской империи (Камбуджадеши) для того, чтобы захватить власть военным путём под предлогом спасения царства от иноземного вторжения. Вступив на престол, Джайя Индраварман IV решил урегулировать отношения с Китаем и Дайвьетом. Согласно китайским источникам, посольство царя Тямпы прибыло к китайскому двору в октябре 1167 года. В том же году вьетские войска из-за некоего дипломатического конфликта перешли границу Тямпы, но Джайя Индраварман успел отправить в Дайвьет богатые дары, и вьетский император отозвал свои войска. Согласно вьетским «Анналам Ли», осенью 1167 года император приказал тхайуи То Хиен Тханю напасть на Чампу, а зимой того же года Чампа запросила о мире, прислав в дар жемчуг и местную продукцию, и войска То Хиен Тханя были возвращены в Дайвьет. Как указано в анналах, «с тех пор Чампа соблюдала ритуалы вассального подданного, подношения дани были без перерывов».

## Война с кхмерами
Утвердившись у власти и наладив мирные отношения с Китаем и Дайвьетом, Джайя Индраварман IV объявил своё правление «первым царствованием ради блага мира», однако действительной его целью была подготовка мощного военного удара по Кхмерской империи, чтобы отомстить за разрушительное вторжение кхмерского чакравартина Сурьявармана II. Первые военные набеги на территорию кхмеров Джайя Индравармана совершил уже в 1167 году. В 1170 году он неудачно вторгся в пределы Кхмерской империи, а в 1177 году направил большую флотилию в дельту реки Меконг, намереваясь захватить кхмерские силы врасплох. При помощи опытного китайского лоцмана тямский флот поднялся вверх по Меконгу до его притока Тонлесап, вверх по которому затем добрался до Великого озера (Тонлесап). Пройдя всё озеро с юго-востока на северо-запад, флот Джайя Индравармана вошёл в реку Сиемреап и неожиданно ударил по кхмерской столице Яшодхарапуре. Будучи слабо укреплена (город был обнесён лишь деревянным частоколом) и не имея достаточного гарнизона, столица Кхмерской империи была взята тямским флотом. Город был дочиста разграблен, ангкорские храмы осквернены, жители обращены в рабство, а кхмерский чакравартин Трибхуванадитьяварман — захвачен и казнён по приказу Джайя Индравармана IV. Флотилия вернулась в Тямпу, нагруженная несметной добычей.
Взятие Яшодхарапуры, однако, явилось скорее началом длительной кхмеро-тямской войны, чем её финалом. Новый правитель Камбуджадеши, принц Джайяварман VII, вскоре восстановил армию и флот, после чего выступил против Джайя Индравармана IV. Разбив тямские войска в Ангкоре и победив тямский флот в большом сражении на озере Тонлесап или на реке Сиемреап (сцены этих сражений были запечатлены на барельефах кхмерских храмовых комплексов Байон и Бантеай Чмар), Джайяварман освободил страну от тямских войск и в 1181 году короновался императором Камбуджадеши. Ведя длительную войну с кхмерами, Джайя Индраварман IV старался сохранять мирные отношения с Дайвьетом, для чего периодически направлял вьетскому императору посольства с данью. Согласно «Краткой истории Вьета», дань от царя Тямпы поступила в Дайвьет в 1170 году, а согласно «Анналам Ли» — ещё и в 1184 году.
|  |  |  |
|  |  |  |

## Свержение и смерть
В 1190 году кхмерский чакравартин Джайяварман VII нанёс ответный удар. В Тямпу была направлена кхмерская армия под командованием выросшего в Камбуджадеше тямского принца Шри Видьянанданы, возведённого Джайяварманом в ранг ювараджи (вице-царя). Шри Видьянандана разбил тямские войска, взял тямскую столицу Виджайю, а пленённого царя Джайя Индравармана IV отправил в Камбуджадешу. После этого Джайяварман VII разделил Тямпу на два зависимых от него царства: в северной Тямпе со столицей в Виджайе царём был объявлен кхмерский принц Ин (Инь), принявший тронное имя Сурьяджайявармадева, а в южной Тямпе с центром в Пандуранге царём стал ювараджи Шри Видьянандана, правивший под именем Сурьяварман (или Сурьявармадева). Однако уже в следующем, 1191 году принц Ин был изгнан из Виджайи восставшими тямами, которые провозгласили царём тямского принца Рашупати, принявшего имя Джайя Индравармана V. В 1192 году Джайяварман VII направил своего пленника Джайя Индравармана IV с кхмерским войском на соединение с войском Шри Видьянанданы, чтобы они совместными силами взяли Виджайю и вновь подчинили кхмерам север Тямпы. Однако события приняли неожиданный для кхмерского императора оборот: взяв Виджайю в том же году и казнив принца Рашупати, Шри Видьянандан провозгласил себя независимым царём всей Тямпы, а Джайя Индраварман IV бежал в Амаравати, где собрал войско и поднял восстание. Вскоре после этого Джайя Индраварман напал на Виджайю, но был побеждён и убит Шри Видьянанданой, который после этого утвердился на тямском престоле.